# Acontia komaga
Acontia komaga är en fjärilsart som beskrevs av Felder 1874. Acontia komaga ingår i släktet Acontia och familjen nattflyn. Inga underarter finns listade i Catalogue of Life.